# Wasilewicze
Wasilewicze (biał. Васілевічы) – miasto na Białorusi w obwodzie homelskim w rejonie rzeczyckim, 3,9 tys. mieszkańców (2010), 45 km od Rzeczycy.
Znajduje tu się stacja kolejowa Wasilewicze, położona na linii Homel - Łuniniec - Żabinka.

## Historia
Założone w XVI wieku, miasto od 1971 roku.
Wieś królewska starostwa grodowego rzeczyckiego położone było w końcu XVIII wieku w powiecie rzeczyckim województwa mińskiego.